# Martine Vlieger
Martine Vlieger (Yerseke, 25 maart 1945 – Zoutelande, 31 juli 2024) was een Nederlands beeldhouwster en tekenares. Haar atelier was gevestigd in Utrecht en haar werk bevatte elementen uit de natuur, letterkunde en lijdensweg van de mens.

## Biografie
Vlieger werd geboren als jongste dochter in een protestants gezin. Haar vader was een getalenteerd tekenaar. Haar zussen genoten opleidingen aan kunstacademies en ontwikkelden zich tot beeldend kunstenaars. In die tijd was dat opmerkelijk binnen het protestantisme.
Martine Vlieger volgde tussen 1970 en 1973 de avondopleiding aan kunstacademie Artibus in Utrecht. Van 1973 tot 1976 legde ze zich op de Gerrit Rietveld Academie in Amsterdam toe op plastische vormgeving. Vervolgens werkte ze van 1974 tot aan haar overlijden in 2024 in haar eigen atelier aan de Mariaplaats in Utrecht, waar ze aanvankelijk kunst maakte met steun van de Beeldende Kunstenaars Regeling (BKR). Ook was Vlieger actief lid van het Utrechtse kunstgenootschap Kunstliefde en zette zij zich in voor behoud van cultureel erfgoed in de stad. Tot slot verzorgde deze kunstenaar nog tot haar negenenzeventigste gast kunstlessen voor kinderen in achterstandwijken in de stad, onder andere aan OBS Jules Verne, in Utrecht (Ondiep).

## Stijl
Martine Vlieger haalde inspiratie uit de Kunst van het Oude Egypte, de Grieken en werd beïnvloed door kunstuitingen van vroeg-Zuid-Amerikaanse culturen die zij ook bestudeerde tijdens haar reizen. Veel van haar modellen zocht en vond zij in in haar persoonlijke omgeving en werkkring in de onderwijs- en welzijnssector. Het werk van Vlieger is geen directe representatie van bestaande personen. Dit is ook een van de redenen waarom zij een voorkeur aan de dag legde voor (semi-)naakte mensfiguren, ontdaan van in haar ogen storende kleding of een kapsel. Vlieger werkte soms jaren aan haar kunstwerken totdat zij technisch volmaakt waren en vond het regelmatig moeilijk om afstand te doen van haar werk. Zij experimenteerde veelvuldig met de huid van haar werken en ondergroef conventies in de beeldhouwkunst door beelden van hun sokkel te laten stappen of te kiezen voor ongewone houdingen of liggend levensgroot werk.

## Werk

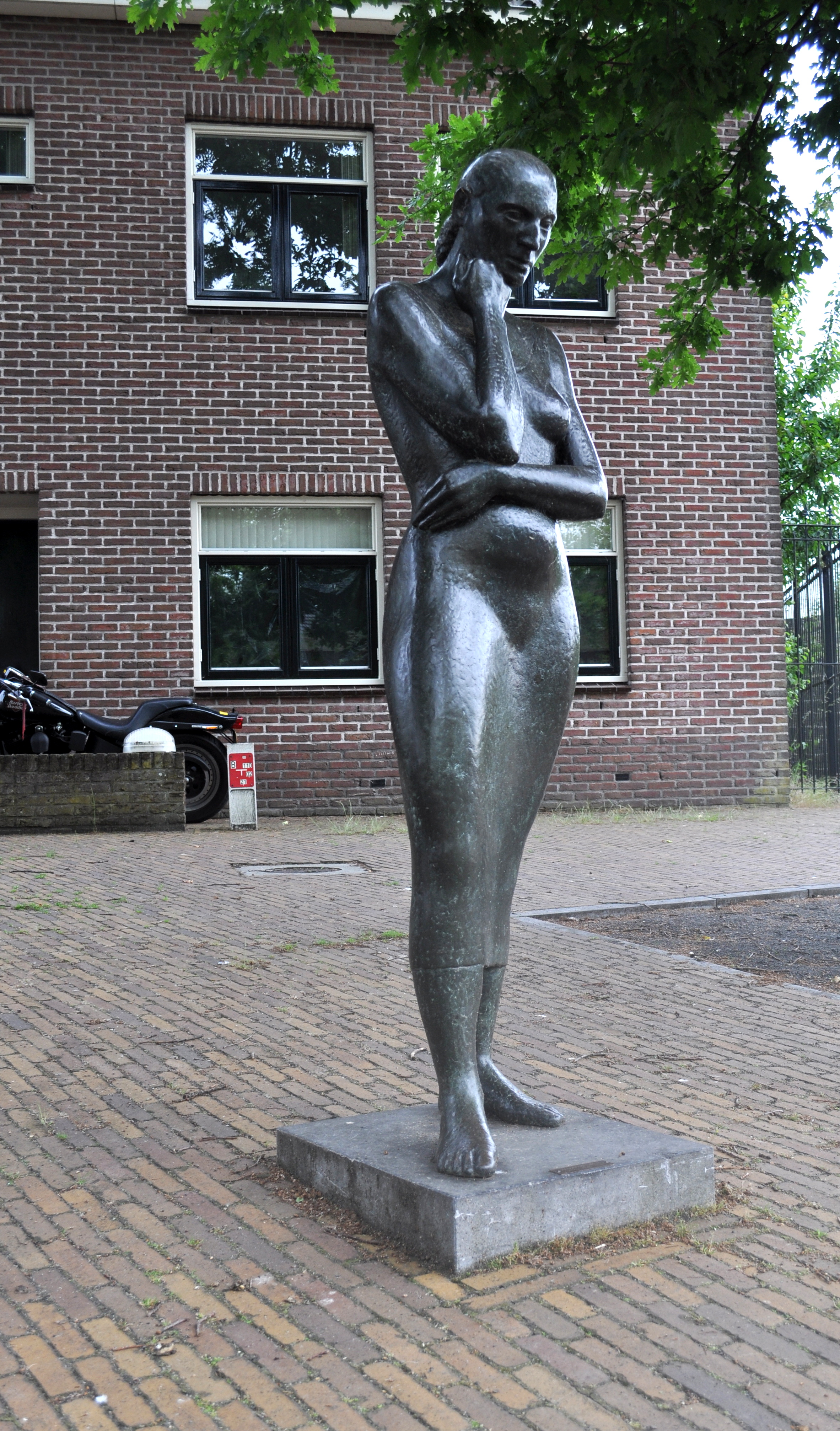
Peinzende Vrouw

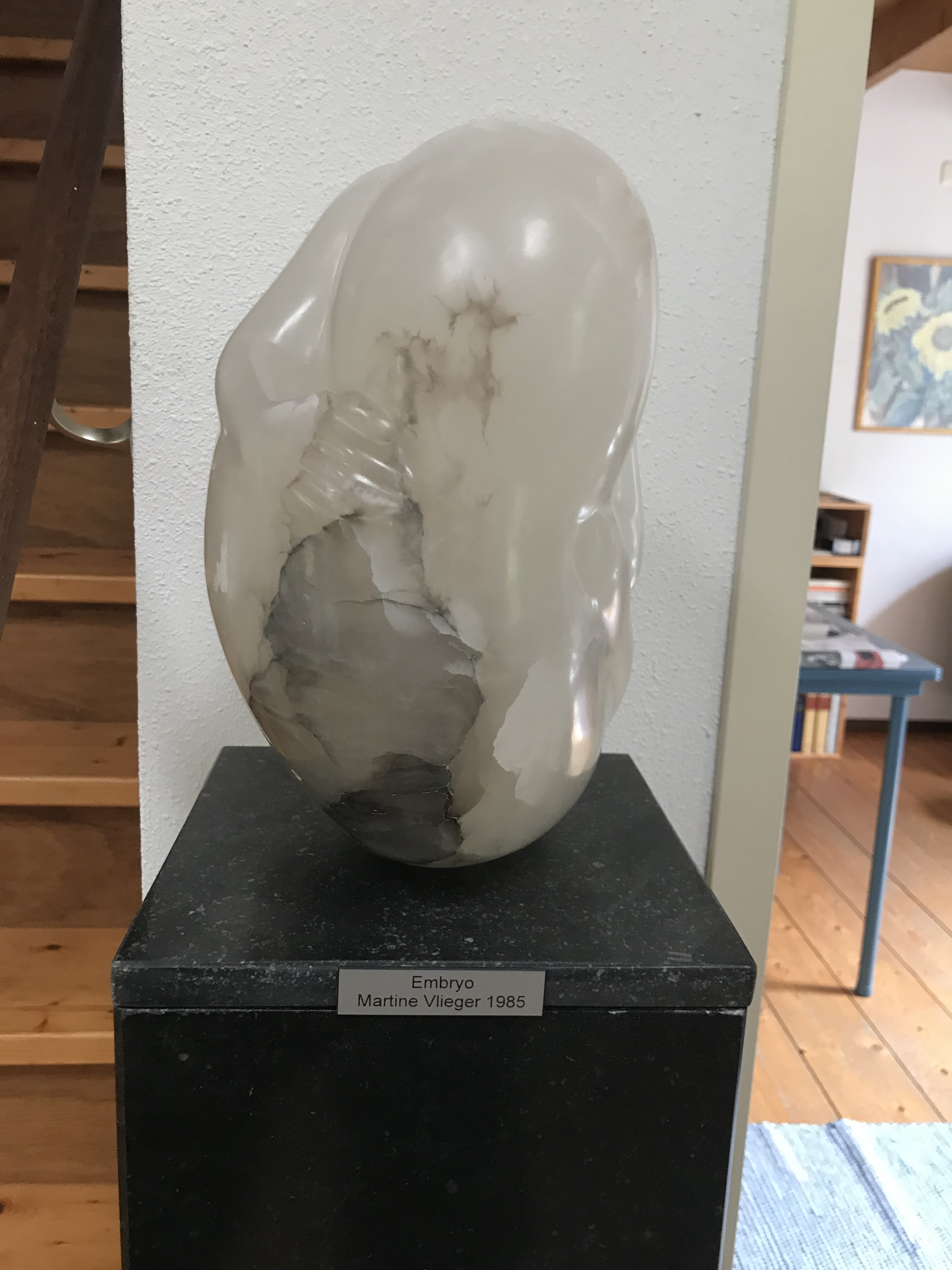
Embryo

Het monumentale werk van Vlieger bevindt zich zowel in de openbare ruimte alsook in diverse privécollecties.

### Openbare werken
- Luisteren naar de aarde (1979). Liggend beeld dat zich bevindt in De Pandhof Sinte Marie te Utrecht.
- Jongenskopje (1980). Buste van kleuter op sokkel opgesteld in de Jeugdgevangenis in Amsterdam.
- Het kind dat niet wil horen (1982). Geplaatst in de besloten binnentuin van het Rode Kruis-gebouw aan de Gansstraat (Gevangenis Luie end) te Utrecht.
- De laatste dans van Nyinski (1982). Dit verstilde beeld van de wereldberoemde choreograaf en danser Vaslav Nijinsky heeft zijn thuis in de Balletacademie van Amsterdam.
- Peinzende Vrouw (1987). Een levensgroot beeld dat is opgesteld bij de Sluis in Vreeswijk (Nieuwegein). Dit werk vormde de inspiratie tot een gedicht van Ton de Gruijter. [3] Dit laatste beeld is ook opgenomen in een beschrijving van kunstwerken in Nieuwegein.  [4]
- Hannie Schaft (2001). Geplaatst in het Etty Hillesumhuis, Middelburg. Etty Hillesum was bevriend met Hannie Schaft.

### Werken in privécollecties (selectie)
- Ferdi  (1979)
- Job
- Melancholie
- Leunen op jezelf
- Omarming
- Hide me
- Omzien (1990)
- De stilte (1990)
- Overgave
- Zwangere vrouw
- Jan Albert Versteeg
- Torso met armen (2002)
- Drieluik Zwanger i, ii, iii  (2006)

### Werken in eigen bezit
- Danser
- Leunen op jezelf
- Embryo (in albast)
- Balans

### Gestolen
De menshoge beeldengroep Drie Vrouwen (Puberteit, Zwangere Vrouw en Oudere Vrouw) is gestolen tijdens een expositie in de tuin van de Kunstuitleen aan de Maliebaan te Utrecht.

## Exposities
Martine Vlieger exposeerde regelmatig bij Genootschap Kunstliefde in Utrecht. Daarnaast had zij enkele grotere tentoonstellingen.
- 1979 Openbare bibliotheek, Utrecht

- 1984 NOS gebouw, Hilversum

- 1987 Kunstuitleen Utrecht

- 1988 De Raadskelder, Culemborg

- 1994 Landhuis Breukelen (groepstentoonstelling Beelden in Breukelen)

- 1995 Grote Kerk, Veere [5]

- 2025 Kunstuitleen Utrecht [6]

- 2025 ViaJacobi, Jacobskerk  Utrecht

## Prijzen
- 1997 Boellaardprijs

- Nederlandse Thesaurus van Auteursnamen: 343788179
- RKD-Nederlands Instituut voor Kunstgeschiedenis: 81448
- Virtual International Authority File: 288320567